# Pauline Hopkins
Pour les articles homonymes, voir Hopkins.
 (octobre 2024).
Motif : erreur de traduction, à peu près, et parfois du n'importe quoi
Pauline Elizabeth Hopkins (13 avril 1859 - 13 août 1930) est une romancière américaine dont le style relève du genre de la romance historique, de romans-feuilletons, ainsi qu'une journaliste, dramaturge et directrice de publication afro-américaine. Elle est considérée comme une pionnière dans l'utilisation de la romance pour aborder les thèmes sociaux et raciaux comme le montre son premier roman Contending Forces (en).
Pauline Hopkins est une des figures littéraires du mouvement culturel afro-américain dit de la Renaissance de Harlem.
Pauline Hopkins, comme journaliste puis comme directrice de publication contribua à divers magazines et revues comme The Colored American Magazine (en), The Voice of the Negro (en).
Après être tombée dans l'oubli, Pauline Hopkins est redécouverte à partir des années 1980. En 1988, la maison d'édition Oxford University Press réédite la quasi intégralité de ses romans et nouvelles.

## Biographie

### Jeunesse et formation
Pauline Elizabeth Hopkins est née le 13 avril 1859 à Portland dans l'État du Maine. Elle est la fille de Northrop Hopkins (parfois nommé Benjamin Northup), un vétéran de la guerre de Sécession, membre de la Grande armée de la république et de Sarah Allen épouse Hopkins,. 
Durant son enfance, ses parents emménagent à Boston,.
À l'instar de son grand oncle, l’écrivain James Monroe Whitfield (en), dès l'âge de ses quinze ans, en 1874, Pauline Hopkins obtient un premier prix dans un concours de littérature organisé par William Wells Brown grâce à sa dissertation Evils of Intemperance and Their Remedy ,,.

### Carrière

#### Les débuts
À l'âge de ses seize ans, Pauline Hopkins travaille comme comédienne et chanteuse au sein de la Progressive Musical Union, un ensemble vocal de Boston. En 1877, à ses 18 ans, elle est sélectionnée pour tenir le premier rôle d'une pièce de théâtre Pauline or The Belle of Saratoga.
Les premières productions artistiques de Pauline Hopkins sont deux drames musicaux Colored Aristocracy monté en 1877 et Peculiar Sam; or, The Underground Railroad monté en 1879. Elle réécrit Peculiar Sam pour en faire une pièce de théâtre en trois actes au titre de Slaves’ Escape; or, The Underground Railroad montée en juillet 1880 au Oakland Garden de Boston par la troupe la Hopkins Colored Troubadours, dont des acteurs sont la mère de Pauline Hopkins et Pauline Hopkins elle-même,.
Ne pouvant vivre de ses seuls droits d'auteur, Pauline Hopkins travaille comme sténographe,. 

#### La romancière et rédactrice en chef
En 1900 elle publie "Talma Gordon", une nouvelle souvent désignée comme la première nouvelle avec une intrigue afro-américaine. La même année est publié son premier roman romantique Contending Forces: A Romance Illustrative of Negro Life North and South, une œuvre qui explore les difficultés rencontrées par les Afro-américains dans le climat de racisme et de violences existant durant la période dite de la Reconstruction qui suit la guerre de Sécession.
De 1901 à 1903, elle publie trois romans-feuilletons dans l'un des premiers mensuels culturel de la communauté afro-américaine : The Colored American Magazine (en) dont elle est la rédactrice en chef.
- Hagar's Daughter: A Story of Southern Caste Prejudice,
- "Winona: une conte de la vie des noirs dans le Sud et le Sud-Ouest", et
- Of One Blood: Or, The Hidden Self

Ce dernier roman parait dans le magazine de novembre 1902 à janvier 1903. Le roman raconte l'histoire d'un étudiant en médecine, Reuel Briggs, qui n'a aucune sensibilité particulière avec le fait d'être noir ou d'avoir un intérêt pour l'histoire de l'Afrique. Il se retrouve en Éthiopie dans le cadre d'un voyage archéologique, dont le but est de faire main basse sur les trésors perdus de ce pays, ce qu'il fait. Cependant, il découvre bien plus que ce qu'il attendait: la douloureuse vérité sur le sang, l’ethnie, et sur une partie de sa propre histoire dont une part ne lui a jamais été racontée. Pauline Hopkins écrit ce roman avec l'intention et, selon ses propres mots, de "...mettre en lumière la stigmatisation de la dégradation de l’ethnie [Noire]." Le titre, D'un seul Sang, se réfère au patrimoine biologique commun de tous les êtres humains. Certains aspects de cette œuvre ont été comparés à l’œuvre de Goethe, Faust.

#### Controverses
Certains afro-américains, comme Booker T. Washington, estiment que ses positions sont trop politiques. Ils privilégient un sentiment de communauté partagée et de coopération mutuelle avec les Blancs et avec le gouvernement américain, tandis que Pauline Hopkins et ses pairs sont convaincus que lutter pour leurs droits, que ce soit en paroles ou en actes, est le seul moyen de les garantir. En 1904, des soutiens de Booker T. Washington présents au sein du comité de rédaction du The Colored American Magazine (en) obtiennent le renvoi de Pauline Hopkins. À la suite de son renvoi, Pauline Hopkins rejoint The New Era Illustrated Magazine (en) qui l’intègre au sein de son comité de rédaction, position qui lui permet de continuer des articles.

### La fin
Elle passe le restant de sa vie active comme sténographe à l'Institut de Technologie du Massachusetts pour subvenir à ses besoins. Elle meurt le 13  août 1930 à Cambridge, dans le Massachusetts, des suites de blessures dues à l'incendie de sa maison.

## La redécouverte
En 1988, la maison d'édition Oxford University Press crée la collection Schomberg Library of Nineteenth-Century Black Women Writers sous la direction du professeur Henry Louis Gates.
Le roman de Pauline Hopkins intitulé  Contending Forces: A Romance Illustrative of Negro Life North and South ( (Préface de Richard Yarborough (en)) est ré-édité à cette occasion. Les romans de Pauline Hopkins publiés dans le magazine  (avec une préface rédigée par Hazel Carby) sont également réimprimés dans le cadre de cette collection.
Cette réédition permet de redécouvrir son œuvre au même titre que celle de Zora Neale Hurston, de Charles Chesnutt et d'Harriet Jacobs eux aussi tombés dans l'oubli.
De nombreux critiques littéraires et universitaires participent à la redécouverte de Pauline Hopkins, tels que Richard Yarborough (en), Hazel Carby, Claudia Tate (en), Elizabeth Ammons (en), Eric Sundquist (en), Jane Campbell, Lois Brown, Ira Dworkin, Alisha Knight, and Jill Bergman.

## Regards sur Pauline Hopkins
Valerie Rohy, professeure de littérature anglaise à l'université du Vermont nous rappelle que la compréhension de l'oeuvre littéraire de Pauline Hopkins ne peut se faire sans le contexte historique. Ainsi en 1896, la Cour suprême des États-Unis rend l'arrêt Plessy v. Ferguson  en légalisant au plus haut niveau la ségrégation pourvu que les conditions offertes aux divers groupes « raciaux »  soient égales, doctrine appelée « separate but equal » (séparés mais égaux). La détermination de la race utilise le sang comme qualité spécifique des races, d'où en regard des divers métissage se pose la question à partir de quelle quantité de sang noir peut-on classer un individu comme étant noir ? La réponse est qu'il suffit d'une goutte de sang noir pour être déclaré noir, c'est l’instauration de la one-drop rule ou règle de l'unique goutte de sang, concrètement toute personne qui a un ancêtre afro-américain est considérée comme noire. Théorie de la pureté raciale condamnant tout métissage comme exclusion de la population blanche quelle que soit son apparence. Ce thème de la goutte de sang est le fil directeur du roman Of One Blood de Pauline Hopkins publié en 1902, titre qui reprend le livre de la genèse où il est écrit que l’Éternel a créé les humains à partir d'une seule goutte de sang. Récit qui invalide la hiérarchie des races, et range la règle de l'unique goutte de sang parmi les théories pseudo-scientifiques. Pauline Hopkins joue avec les théories racistes qui se disent scientifiques pour mieux exposer les arguments antiracistes. Ces débats prolongent ceux de son précédent roman Contending Forces: A Romance Illustrative of Negro Life North and South paru en 1900 où elle développe les points de vue de Charles Darwin, d'Herbert Spencer et de Jean-Baptiste de Lamarck. Pauline Hopkins montre comment les diverses théories sur l’évolution humaine peuvent être aussi bien des fondements pour le racisme ou le monogénisme, à la fois le poison et le remède.

## Œuvres

### Romans
- Contending Forces : A Romance Illustrative of Negro Life North and South, Boston, Massachusetts, Colored Co-Operative (réimpr. 1988, 1991, 2023) (1re éd. 1900), 402 p. (ISBN 9780195067859, OCLC 8106615180),
- Hagar’s Daughter : A Story of Southern Caste Prejudice, Boston, Massachusetts, Colored American Magazine (réimpr. 2003, 2017, 2020) (1re éd. 1902), 240 p. (ISBN 9781902934075, OCLC 1182851568),
- Winona : A Tale of Negro Life in the South and Southwest, Boston, Massachusetts, Colored American Magazine (réimpr. 2003, 2008, 2020) (1re éd. 1902), 156 p. (ISBN 9781513280127, OCLC 1246521194),
- Of One Blood : Or, the Hidden Self, Boston, Massachusetts, The Colored Co-operative Publishing Company (réimpr. 2004, 2021) (1re éd. 1902), 224 p. (ISBN 9780743467698, OCLC 1341654668),

### Théâtre
- Peculiar Sam or The Underground Railroad, Alexandria, Virginie, Alexander Street Press, coll. « Alexander Street Drama » (réimpr. 1993) (1re éd. 1879), 37 p. (OCLC 8106595164),

## Pour approfondir

#### Notices dans des encyclopédies ou des livres de références
- (en-US) John A. Garraty (dir.), Mark C. Carnes (dir.) et Keith Clark (rédacteur), American National Biography, vol. 11 : Hofstadter - Jepson, New York, Oxford University Press (réimpr. 1999) (1re éd. 1990), 956 p. (ISBN 9780195127904, lire en ligne), p. 183-185. ,
- (en-US) Anne Commire (dir.), Deborah Klezmer (dir.) et Barbara Morgan (rédactrice), Women in World History, vol. 7 : Harr - I, Waterford, Connecticut, Yorkin Publications, Gale Group (réimpr. 2002) (1re éd. 1999), 746 p. (ISBN 9780787640668, lire en ligne), p. 465,
- (en-US) Yolanda W. Page (dir.), Encyclopedia of African American Women, vol. 1, Westport, Connecticut, Greenwood Press, 2007, 351 p. (ISBN 9780313334290, lire en ligne), p. 278-282,

#### Essais et biographies
- (en-US) John Gruesser (préf. Nellie Y. McKay, postface Elizabeth Ammons), The Unruly Voice : Rediscovering Pauline Elizabeth Hopkins, Urbana, Illinois, University of Illinois Press, 1996, 264 p. (ISBN 9780252065545, lire en ligne),
- (en-US) Hanna Wallinger, Pauline E. Hopkins : A Literary Biography, Athens, Georgie, University of Georgia Press (réimpr. 2010) (1re éd. 2005), 392 p. (ISBN 9780820327044, lire en ligne),
- (en-US) Lois Brown, Pauline Elizabeth Hopkins : Black Daughter of the Revolution, Chapel Hill, Caroline du Nord, University of North Carolina Press, coll. « Gender & American Culture » (réimpr. 2014) (1re éd. 2008), 712 p. (ISBN 9780807831663, lire en ligne),

#### Articles anglophones

##### Années 1970-1999
- Ann Allen Shockley, « Pauline Elizabeth Hopkins: A Biographical Excursion into Obscurity », Phylon, vol. 33, no 1,‎ premier trimestre 1972, p. 22-26 (5 pages) (lire en ligne ),
- Thomas J. Otten, « Pauline Hopkins and the Hidden Self of Race », ELH, vol. 59, no 1,‎ printemps 1992, p. 227-256 (30 pages) (lire en ligne ),
- Kristina Brooks, « New Woman, Fallen Woman: The Crisis of Reputation in Turn-of-the-Century Novels by Pauline Hopkins and Edith Wharton », Legacy, vol. 13, no 2,‎ 1996, p. 91-112 (22 pages) (lire en ligne ),
- Susan Gillman, « Pauline Hopkins and the Occult: African-American Revisions of Nineteenth-Century Sciences », American Literary History, vol. 8, no 1,‎ printemps 1996, p. 57-82 (26 pages) (lire en ligne ),
- Tamara Olaivar, « "Your Corporosity Sagaciating O K?": "Ulysses" and Pauline Hopkins », James Joyce Quarterly, vol. 34, nos 1/2,‎ hiver 1996-1997, p. 173-174 (2 pages) (lire en ligne ),
- Sean McCann, « "Bonds of Brotherhood": Pauline Hopkins and the Work of Melodrama », ELH, vol. 64, no 3,‎ 1997, p. 789-822 (34 pages) (lire en ligne ),
- Vashti Crutcher Lewis, « Worldview and the Use of the Near-White Heroine in Pauline Hopkins's Contending Forces », Journal of Black Studies, vol. 28, no 5,‎ mai 1998, p. 616-627 (12 pages) (lire en ligne ),
- Martha H. Patterson, « "Kin' o' Rough Jestice Fer a Parson": Pauline Hopkins's Winona and the Politics of Reconstructing History », African American Review, vol. 32, no 3,‎ automne 1998, p. 445-460 (16 pages) (lire en ligne ),
- Thomas Cassidy, « Contending Contexts: Pauline Hopkins's Contending Forces », African American Review, vol. 32, no 4,‎ hiver 1998, p. 661-672 (12 pages) (lire en ligne ),
- Augusta Rohrbach, « To Be Continued: Double Identity, Multiplicity and Antigenealogy as Narrative Strategies in Pauline Hopkins' Magazine Fiction », Callaloo, vol. 22, no 2,‎ printemps 1999, p. 483-498 (16 pages) (lire en ligne ),
- Deborah Horvitz, « Hysteria and Trauma in Pauline Hopkins' Of One Blood; or, the Hidden Self », African American Review, vol. 33, no 2,‎ été 1999, p. 245-260 (16 pages) (lire en ligne ),
- Gloria T. Randle, « Mates, Marriage, and Motherhood: Feminist Visions in Pauline Hopkins's Contending Forces », Tulsa Studies in Women's Literature, vol. 18, no 2,‎ automne 1999, p. 193-214 (22 pages) (lire en ligne ),

##### Années 2000-2009
- Marla Harris, « Not Black and/or White: Reading Racial Difference in Heliodorus's Ethiopica and Pauline Hopkins's Of One Blood », African American Review, vol. 35, no 3,‎ automne 2001, p. 375-390 (16 pages) (lire en ligne ),
- Martin Japtok, « Pauline Hopkins's "Of One Blood", Africa, and the "Darwinist Trap" », African American Review, vol. 36, no 3,‎ automne 2002, p. 403-415 (13 pages) (lire en ligne ),
- Colleen C. O'Brien, « Race-ing Toward Civilization: Sexual Slavery and Nativism in the Novels of Pauline Elizabeth Hopkins and Alice Wellington Rollins », Legacy, vol. 20, nos 1/2,‎ 2003, p. 118-133 (16 pages) (lire en ligne ),
- Valerie Rohy, « Time Lines: Pauline Hopkins' Literary History », American Literary Realism, vol. 35, no 3,‎ printemps 2003, p. 212-232 (21 pages) (lire en ligne ). ,
- Patricia D. Watkins, « Rape, Lynching, Law, and "Contending Forces" », CLA Journal, vol. 46, no 4,‎ juin 2003, p. 521-542 (22 pages) (lire en ligne ),
- Beth McCoy, « Rumors of Grace: White Masculinity in Pauline Hopkins's "Contending Forces" », African American Review, vol. 37, no 4,‎ hiver 2003, p. 569-581 (13 pages) (lire en ligne ),
- Jennifer Putzi, « "Raising the Stigma": Black Womanhood and the Marked Body in Pauline Hopkins's "Contending Forces" », College Literature, vol. 31, no 2,‎ printemps 2004, p. 1-21 (21 pages) (lire en ligne ),
- Susan Hays Bussey, « Whose Will Be Done?: Self-Determination in Pauline Hopkins's "Hagar's Daughter" », African American Review, vol. 39, no 3,‎ 2005, p. 299-313 (15 pages) (lire en ligne ),
- Sigrid Anderson Cordell, « "The Case Was Very Black against" Her: Pauline Hopkins and the Politics of Racial Ambiguity at the "Colored American Magazine" », American Periodicals, vol. 16, no 1,‎ 2006, p. 52-73 (22 pages) (lire en ligne ),
- Vincent Woodard, « Deciphering the Race-Sex Diaspora in Pauline Hopkins's "Contending Forces" », Interdisciplinary Literary Studies, vol. 8, no 1,‎ 2006, p. 72-93 (22 pages) (lire en ligne ),
- Alisha R. Knight, « Furnace Blasts for the Tuskegee Wizard: Revisiting Pauline Elizabeth Hopkins, Booker T. Washington and the "Colored American Magazine" », American Periodicals, vol. 17, no 1,‎ 2007, p. 41-64 (24 pages) (lire en ligne ),
- Jill A. Bergman, « The Motherless Child in Pauline Hopkins's Of One Blood », Legacy, vol. 25, no 2,‎ 2008, p. 286-298 (13 pages) (lire en ligne ),
- Shawn Salvant, « Pauline Hopkins and the End of Incest », African American Review, vol. 42, nos 3/4,‎ hiver 2008, p. 659-677 (19 pages) (lire en ligne ),
- Colleen C. O'Brien, « "Blacks in All Quarters of the Globe": Anti-Imperialism, Insurgent Cosmopolitanism, and International Labor in Pauline Hopkins's Literary Journalism », American Quarterly, vol. 61, no 2,‎ juin 2009, p. 245-270 (26 pages) (lire en ligne ),

##### Années 2010-2019
- RaShell R. Smith-Spears, « Uplift Ideology and the Fluidity of Racial Categories in Pauline Hopkins's "Hagar's Daughter" », South Atlantic Review, vol. 75, no 4,‎ 2010, p. 21-36 (16 pages) (lire en ligne ),
- Nadia Nurhussein, « "The Hand of Mysticisme" Ethiopianist Writing in Pauline Hopkins's Of One Blood and the Colored American Magazine », Callaloo, vol. 33, no 1,‎ printemps 2010, p. 278-289 (12 pages) (lire en ligne ),
- Mandy A. Reid, « Utopia Is in the Blood », Utopian Studies, vol. 22, no 1,‎ 2011, p. 91-103 (13 pages) (lire en ligne ),
- Nicole N. Aljoe, « Aria for Ethiopia: The Operatic Aesthetic of Pauline Hopkins's Of One Blood », African American Review, vol. 45, no 3,‎ 2012, p. 277-290 (14 pages) (lire en ligne ),
- Gordon Fraser, « Transnational Healing in Pauline Hopkins's "Of One Blood; or, The Hidden Self" », NOVEL: A Forum on Fiction, vol. 46, no 3,‎ 2013, p. 364-385 (22 pages) (lire en ligne ),
- Melissa Asher Daniels, « The Limits of Literary Realism: Of One Blood's Post-Racial Fantasy by Pauline Hopkins », Callaloo, vol. 36, no 1,‎ hiver 2013, p. 158-177 (20 pages) (lire en ligne ),
- JoAnn Pavletich, « Pauline Hopkins and the Death of the Tragic Mulatta », Callaloo, vol. 38, no 3,‎ été 2015, p. 647-663 (17 pages) (lire en ligne ),
- JoAnn Pavletich, « "...we are going to take that right": Power and Plagiarism in Pauline Hopkins's "Winona" », CLA Journal, vol. 59, no 2,‎ décembre 2015, p. 115-130 (16 pages) (lire en ligne ),
- Daniel Hack, « Contending with Tennyson: Pauline Hopkins and the Victorian Presence in African American Literature », American Literary History, vol. 28, no 3,‎ 2016, p. 484-511 (28 pages) (lire en ligne ),
- Julie A. Fiorelli, « Hidden Cities, Hidden Selves », Modern Fiction Studies, vol. 63, no 3,‎ 2017, p. 452-474 (23 pages) (lire en ligne ),
- Richard Yarborough, JoAnn Pavletich,, Ira Dworkin et Lauren Dembowitz, « Rethinking Pauline Hopkins », American Literary History, vol. 30, no 4,‎ hiver 2018, p. 3-30 (28 pages) (lire en ligne ),